# 2008 TC3

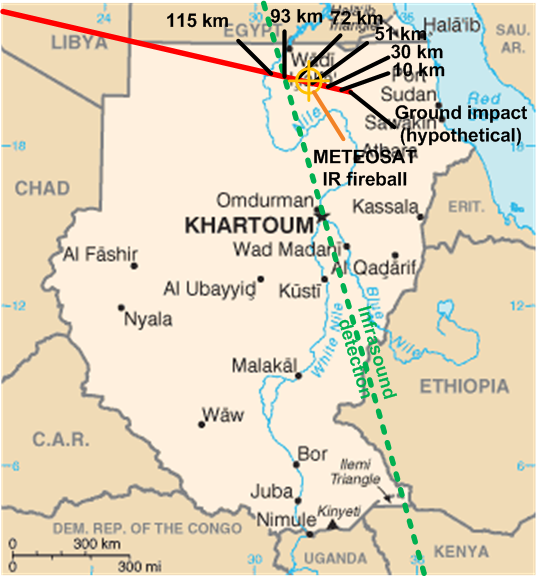
A 2008 TC_{3} röppályája és fontosabb észlelései térképre rajzolva

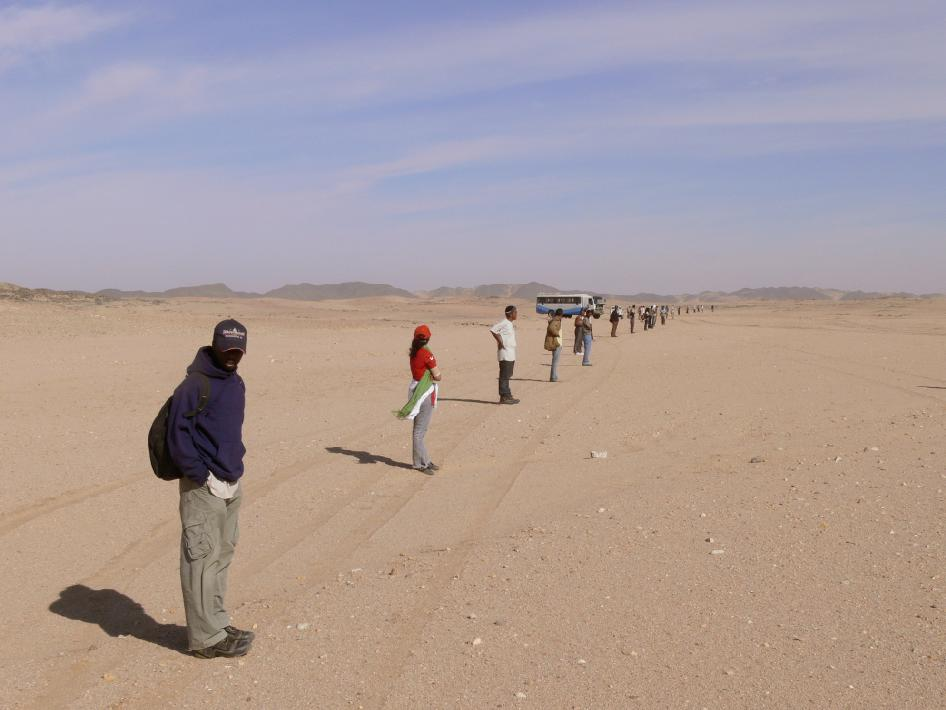
Az Almahata Sitta nevet kapott lehullott meteorit begyűjtését a Khartumi Egyetem diákjai csatárláncot alkotva végzik

A 2008 TC3 (a Catalina Sky Survey ideiglenes besorolása szerint 8TA9D69) egy 2 és 5 méter közötti átmérőjű meteoroid volt, amely 2008. október 7-én magyar idő szerint 4:46-kor, 12,7 kilométer/másodperces sebességgel, a vízszinteshez képest körülbelül 20 fokos süllyedésben érte el a Föld légkörét és körülbelül 37 kilométeres magasságban szétesett. A légkörben felszabaduló energia mintegy 1 kilotonnás robbanásnak felelt meg.

## Felfedezése
A meteoroidot a Catalina Sky Survey egyik megfigyelője fedezte fel az arizonai Tucson közelében lévő Mount Lemmon 1,5 méteres teleszkópjával, körülbelül egy nappal a becsapódás előtt. Az elméleti számítások szerint nagyjából hetente éri el a légkört egy ilyen nagyságú égitest, de ez volt az első alkalom, hogy a becsapódás előtt sikerült észlelni az objektumot.

## Becsapódása és megtalálása
A becsapódás előtt utoljára Olaszországból észlelték az égitestet, mintegy egy órával a légkörbe való belépése előtt. Ekkor a Földtől 45 000 kilométer távolságra volt, látszó fényessége elérte a 14 magnitúdót. A meteoroid Észak-Szudán területe felett lépett be a Föld légkörébe egy igen gyéren lakott, sivatagos területen, így közvetlen megfigyelések csak kis mennyiségben állnak rendelkezésre a becsapódásról: a Meteosat 8 meteorológiai műhold, és a KLM egy repülőgépe látta közvetlenül, egy ellentétes irányba néző egyiptomi webkamera valószínűleg lefényképezte a visszfényét, emellett a meteoroid nyomát is lefényképezték. Egy Kenyába (részben az atomrobbantások érzékelésére ) telepített, alacsony frekvenciájú hangokat érzékelő szenzor észlelte a becsapódás által keltett lökéshullámokat.
2008 decemberében Peter Jenniskens, a Khartumi Egyetem professzora két diákjával begyűjtötte az első mintegy 4 kilogrammnyi anyagot (47 darab formájában) az Egyiptom és Szudán határát átszelő országút Almahata Sitta (6-os állomás) nevű pontja környezetében. Ezek első vizsgálati eredményeiről éppen a Nature 2009, március 26-ai számának megjelenése napján számolt be Mike Zolensky a 40. Lunar and Planetary science konferencián, Houstonban.
Később, 2009-ben egy szudáni gyűjtőexpedíció megtalálta a meteorit újabb 280 darabját, amelyek a mintegy 29 kilométer átmérőjű szórási ellipszis mentén szóródtak szét. A gyűjtés során a Khartumi Egyetem diákjai csaknem 1 kilométer széles csatárláncot alkotva fésülték át a sivatag, számítások alapján figyelembe veendő tartományát.
Az anyagvizsgálatok alapján a kicsi égitest anyaga ureilit. Ez a meteorit az akondritok csoportjába tartozó kőmeteorit típus. Ezek körében is az új hullás anyaga egy ritka, szénben gazdag, porózus változatot képvisel. A lehullott objektum F színképtípusú kisbolygónak bizonyult, ennek most először sikerült földre került darabjait fellelni, és ennek alapján pontos anyagtartalmát megállapítani. Az égitest felszínének és belsejének anyagtartalma megegyezett, azaz az űridőjárás nem változtatta meg a felszín anyagát.
Érdemes megjegyezni, hogy a Mócsi meteorit méretét éppen ilyen nagyságúra becsülték. Az az L6-os kondrit a mintegy 25 kilométer hosszú szórási ellipszisen mintegy 3000 darabra becsült törmelékké esett szét.

## A meteorit neve:Almahata Sitta
Mivel a meteoritikában az a szokás, hogy a becsapódás helyéről kap nevet a meteorit, ezért ideiglenesen, amíg a Meteoritikai Névadó Bizottság jóvá nem hagyja, a kisbolygóból lett meteoritok neve a becsapódás-környéki állomásról az Almahata Sitta nevet kapta.